# Криводино
Криводино — деревня в Грязовецком районе Вологодской области.
Входит в состав Юровского муниципального образования, с точки зрения административно-территориального деления — в Юровский сельсовет.
Расстояние по автодороге до районного центра Грязовца — 21 км, до центра муниципального образования Юрово — 1 км. Ближайшие населённые пункты — Юрово, Акинфовица, Савкино.
По переписи 2002 года население — 120 человек (49 мужчин, 71 женщина). Преобладающая национальность — русские (94 %).